# Sundhagen
Sundhagen est une commune de l'arrondissement de Poméranie-Occidentale-Rügen, dans la région de Poméranie occidentale, dans le Land de Mecklembourg-Poméranie-Occidentale en Allemagne.

## Quartiers
| - Ahrendsee - Groß-Behnkenhagen - Hildebrandshagen - Klein-Behnkenhagen - Behnkendorf - Groß-Miltzow - Middelhagen - Neuhof - Niederhof - Schönhof - Wüstenfelde | - Brandshagen - Horst - Jager - Gerdeswalde - Segebadenhau - Wendorf - Tremt - Jeeser - Kirchdorf - Reinkenhagen - Mannhagen | - Engelswacht - Hankenhagen - Klein Miltzow - Miltzow - Oberhinrichshagen - Falkenhagen - Dömitzow - Stahlbrode - Reinberg - Bremerhagen - Wilmshagen |

## Histoire
Bremerhagen, aujourd'hui commune de Sundhagen, est mentionnée pour la première fois dans un document officiel en 1323.
Sundhagen est issue de la fusion, le 7 juin 2009, des communes de Behnkendorf, Brandshagen, Horst, Kirchdorf, Miltzow, Reinberg et Wilmshagen.

## Personnalités liées à la ville
- Carl-Felix de Schlichtegroll (1862-1946), écrivain né à Gross-Behnkenhagen.